# Floris Cant
Floris Cant (Gouda?, circa 1610 – aldaar, begraven 19 november 1678) was een regent in de stad Gouda in de Noordelijke Nederlanden.

## Leven en werk
Cant werd omstreeks 1610 geboren als zoon van de Goudse brouwer en lid van de vroedschap Meijnert Florisz Cant en Maria Dircks Lonck, dochter van de Goudse burgemeester Dirck Jacobsz Lonck.
Cant studeerde filosofie en rechten aan de universiteit van Leiden. Hij werd op  8 oktober 1629 ingeschreven als student filosofie en op  25 januari 1639 als student rechten. In 1638, al voor het afronden van zijn rechtenstudie was hij lid geworden van de vroedschap van Gouda. In de jaren erna vervulde hij diverse regentenfuncties in Gouda. Hij was meerdere malen schepen en burgemeester. Hij vertegenwoordigde Gouda in de Staten van Holland en West-Friesland, de Admiraliteit van Amsterdam, de Raad van State en de Staten-Generaal.
Cant was in 1668 een van de vier burgemeesters van Gouda ten tijde van de bouw van de nieuwe Waag. Dat is de reden waarom zijn wapen werd aangebracht aan de voorgevel van het nieuwe gebouw.
In 1672 werd Cant door Willem III ontslagen als lid van de Goudse vroedschap, omdat hij behoorde tot de tegenstanders van de prinsgezinden. Hij raakte daarmee ook zijn functie als afgevaardigde naar de Staten-Generaal kwijt.
Cant overleed in 1678 op omstreeks 68-jarige leeftijd. Hij werd op 19 november 1678 begraven in de Sint Janskerk aldaar.